# パレスチナ航空
パレスチナ航空（アラビア語: الخطوط الفلسطينية, 英語: Palestinian Airlines）はパレスチナの航空会社である。アラブ航空会社機構のメンバー。

## 概要
1995年に創立し、当初はガザを拠点に運航していたが、イスラエルの制裁によってポートサイドへと移動、1998年にヤーセル・アラファト国際空港の再開に伴ってガザに本拠を移したものの、2000年に始まった第2次インティファーダの際、2001年のヤーセル・アラファト国際空港空爆により運航を停止させられ、エル＝アリーシュ国際空港に本拠を移した。
2008年7月の時点ではボーイング727-200型機を1機、フォッカー50型機を2機保有し、毎週日曜日・水曜日に1往復ずつ、エル・アリーシュからヨルダンのアンマンへの路線を運航していた。
2020年夏、ニジェール航空との両航空機の長期リース契約が終了したことにより、財政状況が悪化した。2020年9月現在、同社のフォッカー50 2機の売却先を募集している。
2020年12月、パレスチナ自治政府により将来的な事業の継続が困難であると判断され、清算の発表と同時に、運航が終了した。閉鎖当時の従業員数は8名であった。

## 就航路線
- エジプト - カイロ
- ヨルダン
- サウジアラビア

## 機材

### 保有機材（2024年1月21日現在）
| 機種         | 保有数 | 発注数 | 備考                                       |
| ------------ | ------ | ------ | ------------------------------------------ |
| フォッカー50 | 2      | -      | 2020年9月より2機ともに売却先を募集している |

### 退役機材
- ボーイング 727-100
- ボーイング 727-200
- デ・ハビランド・カナダ DHC-8-300
- イリューシン Il-62